# Trugny
Trugny település Franciaországban, Côte-d’Or megyében. Lakosainak száma 121 fő (2022. január 1.). Trugny Jallanges, Chivres, Labergement-lès-Seurre, Mont-lès-Seurre és Clux-Villeneuve községekkel határos.

## Népesség
A település népessége az elmúlt években az alábbi módon változott:
| Lakosok száma | 138  | 137  | 151  | 118  | 133  | 136  | 125  | 119  | 119  | 121  |
|               | 1968 | 1982 | 1990 | 2006 | 2013 | 2015 | 2017 | 2019 | 2020 | 2022 |